# Gare Pine Beach
Pour les articles homonymes, voir Pine et Beach.
La gare Pine Beach est une gare du Réseau de transport métropolitain (Exo) située dans l'agglomération de Montréal, précisément à Dorval. Elle dessert les trains de banlieue de la ligne Vaudreuil–Hudson. 

## Correspondances

### Autobus

#### Société de transport de Montréal[3]
| Circuit | Destinations          | Tracé | Horaires |
| ------- | --------------------- | ----- | -------- |
| 204     | Cardinal              | Tracé | Horaires |
| 211     | Bord-du-Lac           | Tracé | Horaires |
| 411     | Express Lionel-Groulx | Tracé | Horaires |